# طرزان (مجلة)
مجلة طرزان هي مجلة لبنانية أسبوعية تصدر عن مؤسسة بساط الريح. شعارها: «سلسلة الهواة المصورة». عنوانها: بيروت، شارع المقدسي، بناية حنا.
صدر العدد الأول منها عام 1980م، يُشرف عليها هنري ماتيوس. تُوجه المجلة إلى الشباب والأطفال، شخصيتها الرئيسة هي طرزان إلا أن هناك قصص أيضاً عن شمشون وبعض الأبطال.
عدد صفحات الكرتون تصل إلى 22 صفحة بالأبيض والأسود من بين 32 صفحة ذات قطع 17×24 سم. ليس للمجلة أبواب ثابتة ولا توجد إشارة إلى المؤلف أو الرسام الأصلي أو إلى الطاقم التحريري. تعتمد المجلة في بعض أعدادها على التسالي، المسابقات والأبواب العلمية: مثل مسابقة طرزان الكبرى.
مساهمة القراء محدودة للغاية في بعض الأعداد، ولا توجد ملاحق للمجلة ولا تنشر صوراً للقراء. سعر المجلة في لبنان 600 قرش لبناني، جمعت المؤسسة أعداد المجلات في مجموعات تضم كل منها 3 أعداد أو أكثر توزع معاً.